# Даугава (Рига, 2003)
«Даугава» (Рига) (латис. Futbola klubs „Daugava” Rīga) — латвійський футбольний клуб з Риги. Заснований 2003 року у  Юрмалі під назвою «Юрмала». Сучасна назва з початку 2012 року, коли клуб переїхав до столиці.

## Історія назв
- 2003 — 2008: «Юрмала» (Юрмала)
- 2008 — 2012: «Юрмала-VV» (Юрмала)
- 2012 — 2015: «Даугава» (Рига)

## Рекорди клубу

Логотип «Юрмала-VV»

- Найбільша перемога: 6:1 («Діттон», 2006), 5:0 («Олімп», 2007)
- Найбільша поразка: 0:10 («Вентспілс», 2007).